# Медвешчак
«Медвешчак» Загреб (хорв. Klub hokeja na ledu Medveščak, сокращ. хорв. KHL Medveščak) — хоккейный клуб из столицы Хорватии Загреба. В 2009–2013 и 2017–2019 годах клуб выступал в Австрийской хоккейной лиге, в 2013—2017 годах — в Континентальной хоккейной лиге. C 2019 года выступает в Международной хоккейной лиге.

## История
Клуб основан в 1961 году. С 1961 по 1991 год выступал в Югославской хоккейной лиге, выиграл три последних турнира в 1989, 1990 и 1991 годах. С 1991 года выступал в Хорватской хоккейной лиге. В 2007—2009 годах выступал 2 сезона также в Словенской хоккейной лиге.
С 2009 года принят в Австрийскую хоккейную лигу. Наилучший результат в Австрийской лиге показал в сезоне 2011/2012 годов, заняв второе место в регулярном первенстве и выйдя в полуфинал серии плей-офф, где уступил со счётом 1:4 команде «Клагенфурт». Домашние матчи играет в Загребском Дворце спорта (6 400 зрителей), отдельные матчи проводит на Арене Загреб (15 010 зрителей).
В сезонах 2013/2014 — 2016/17 клуб выступал в Континентальной хоккейной лиге. 6 сентября 2013 года «Медвешчак» провёл свой первый официальный матч в КХЛ, в котором со счётом 7:1 разгромил московский ЦСКА. Автором первой шайбы «Медвешчака» в КХЛ стал Джонатан Чичу.
С сезона 2017/18 из-за финансовых проблем клуб вернулся в Австрийскую хоккейную лигу. В сезоне 2018/2019 «Медвешчак» с 21 очками занял последнее место в Австрийской лиге и не заявился на следующий сезон.
В сезоне 2019/2020 заявился в Словенскую хоккейную лигу, но, отыграв там 6 матчей (1 победа, 5 поражений), снялся с турнира 19 октября 2019 года.

## Результаты выступления в КХЛ
И — количество проведенных игр, В — выигрыши в основное время, ВО — выигрыши в овертайме, ВБ — выигрыши в послематчевых буллитах, ПО — проигрыши в овертайме, ПБ — проигрыши в послематчевых буллитах, П — проигрыши в основное время, О — количество набранных очков, Ш — соотношение забитых и пропущенных голов, РС — место по результатам регулярного сезона
| Сезон     | И   | В  | ВО | ВБ | ПБ | ПО | П  | О   | Ш       | РС | Плей-офф                                |
| --------- | --- | -- | -- | -- | -- | -- | -- | --- | ------- | -- | --------------------------------------- |
| 2013-2014 | 54  | 24 | 1  | 3  | 8  | 4  | 14 | 92  | 138-126 | 11 | Проиграли в первом раунде: 0-4 (Лев Пр) |
| 2014-2015 | 60  | 16 | 3  | 3  | 3  | 2  | 32 | 68  | 147-191 | 23 | В плей-офф не играли                    |
| 2015-2016 | 60  | 19 | 4  | 2  | 4  | 5  | 26 | 78  | 144-172 | 20 | В плей-офф не играли                    |
| 2016-2017 | 60  | 19 | 2  | 2  | 2  | 2  | 33 | 69  | 138-186 | 24 | В плей-офф не играли                    |
| Всего     | 174 | 59 | 8  | 8  | 15 | 11 | 72 | 238 | 429-489 |    |                                         |

## Достижения
Югославская хоккейная лига
- 1989, 1990, 1991

Кубок Югославии
- 1988, 1989, 1990, 1991

Хорватская хоккейная лига
- 1995, 1997, 1998, 1999, 2000, 2001, 2002, 2003, 2004, 2005, 2006, 2007, 2009, 2010, 2011, 2012, 2013

Кубок европейских чемпионов
- Выход из группы во второй этап в 1991 году.

Tournament Biasca Biask
- 2013

Gaubodenvolksfest-Cup
- 2015

## Тренерский штаб
- И. о. главного тренера — Коннор Кэмерон
- Тренер вратарей — Алекс Вестлунд
- Видео тренер — Дилан Бестон

## Рекорды клуба
- Проведено больше всего матчей: 202   Энди Сёртич
- Лучший снайпер: 56   Райан Кинасевич
- Лучший ассистент: 92   Джоел Прпич
- Лучший бомбардир: 128 (36+92)   Джоел Прпич
- Рекордсмен по штрафному времени: 441   Джоел Прпич
- Вратарь, имеющий наибольшее количество побед: 68  Роберт Кристан
- Рекорд вратарей по «сухим» играм: 10  Роберт Кристан

Эта статистика учитывает только игры, проводившиеся в чемпионате Австрийской хоккейной лиги. Результаты регулярного чемпионата и плей-офф.

## Болельщики
Фанатское объединение хорватского клуба называется «Сектор Б» (Sektor B). С января 2010 года, группа болельщиков «Сектор Б» официально зарегистрирована как объединение фанатов. «Сектор Б» поддерживает любимую команду не только в родном Загребе, но и на выездных матчах. В поддержку клуба в каждом матче они кричат: «Zig-Zag Medveščak» (Зиг-Заг Медвешчак) и поют гимн клуба «Serbus Zagreb».
Флаги команды болельщиков украшает надпись «Uvijek s vama, uvijek vjerni — Sektor B» («Всегда с вами, всегда верны — Сектор Б»)

## Факты
В сезоне 1988/1989 за команду играл советский хоккеист Вячеслав Анисин, которому на тот момент исполнилось 37 лет.
24 августа 2010 клуб заключил соглашение с ЮНИСЕФ. «Медвешчак» является первой и единственной европейской хоккейной командой, которая сотрудничает с ЮНИСЕФ.
14 и 16 сентября 2012 года «Медвешчак» провёл два матча регулярного чемпионата Австрийской хоккейной лиги с «Олимпией» и «Виенна Кэпиталз» на хоккейной площадке, установленной в Амфитеатре Пулы.